# Subway-Avanti/Saison 2010
Dieser Artikel listet Erfolge und Mannschaft des Radsportteams Subway-Avanti in der Saison 2010 auf.

## Erfolge in der Continental Tour
| Datum     | Rennen                                                 | Kat. | Fahrer          |
| --------- | ------------------------------------------------------ | ---- | --------------- |
| 8. Januar | Neuseeländische Meisterschaft – Einzelzeitfahren       | NC   | Gordon McCauley |
| 8. Januar | Neuseeländische Meisterschaft – Einzelzeitfahren (U23) | NC   | Michael Vink    |

## Zugänge – Abgänge
| Zugänge        | Team 2009     | Abgänge        | Team 2010 |
| -------------- | ------------- | -------------- | --------- |
| Ryan Wills     | Lotto-Bodysol | Jason Allen    | Unbekannt |
| Mathew Gorter  | Neoprofi      | Louis Crosby   | Unbekannt |
| Nick Lovegrove | Neoprofi      | Joshua England | Unbekannt |
| Ian Smallman   | Neoprofi      |                |           |
| Michael Vink   | Neoprofi      |                |           |

## Mannschaft
| Name             | Geburtstag        | Nationalität |
| ---------------- | ----------------- | ------------ |
| Joseph Cooper    | 27. Dezember 1985 | Neuseeland   |
| Eric Drower      | 27. Oktober 1982  | Neuseeland   |
| Hayden Godfrey   | 15. Dezember 1978 | Neuseeland   |
| Mathew Gorter    | 22. Juli 1985     | Neuseeland   |
| Samuel Horgan    | 20. April 1987    | Neuseeland   |
| Nick Lovegrove   | 10. Oktober 1981  | Neuseeland   |
| Gordon McCauley  | 9. März 1972      | Neuseeland   |
| Ian Smallman     | 28. Dezember 1974 | Neuseeland   |
| Michael Vink     | 22. November 1991 | Neuseeland   |
| James Williamson | 27. März 1989     | Neuseeland   |
| Ryan Wills       | 19. Januar 1988   | Neuseeland   |